# Bronzezeit (Mitteleuropa)

## Periodisierung
Gemeinhin wird die mitteleuropäische Bronzezeit unterteilt in: 
- Frühe Bronzezeit
- Mittlere Bronzezeit oder Hügelgräberkultur
- Späte Bronzezeit oder Urnenfelderzeit

Der Forscher Paul Reinecke (1872–1958) unterteilte die Bronzezeit in die Stufen Bz A–D und (Hallstatt) Ha A–B. Dieses Grundgerüst wird vor allem in Süddeutschland angewandt.

### Frühe Bronzezeit

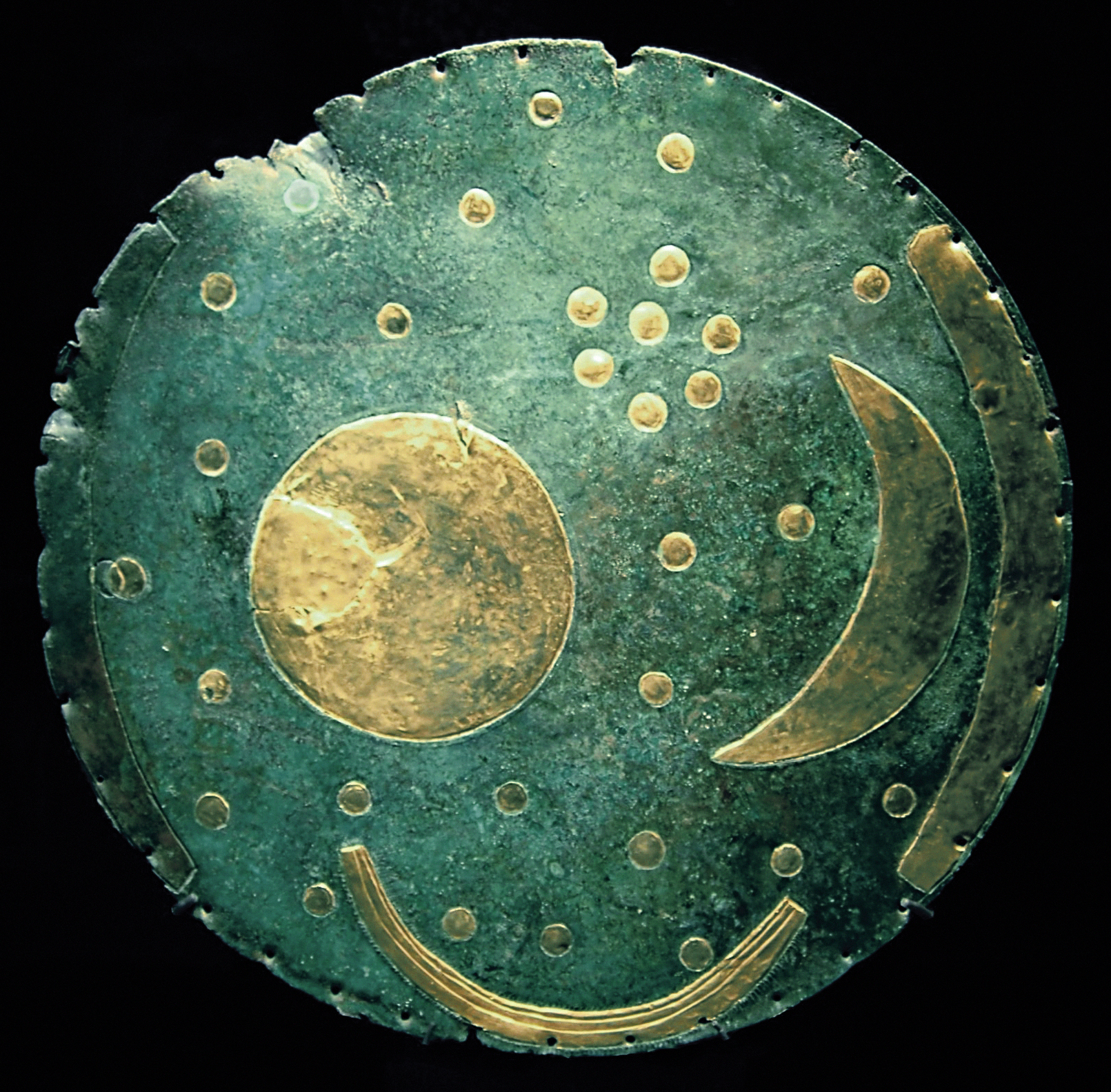
Einer der bedeutendsten Funde der Frühbronzezeit: Himmelsscheibe von Nebra

Die Frühe Bronzezeit setzt gegen Ende des 3. Jahrtausends v. Chr. ein und geht aus der Glockenbecherkultur bzw. der späteren Schnurkeramik hervor. In ihrem älteren Abschnitt Bz A1 (2200 v. Chr. bis 2000 v. Chr.) herrschen noch endneolithische Kulturverhältnisse vor. Die „bronzenen“ Waffen und Geräte sind anfangs vielfach noch aus Kupfer. Echte Bronze setzt sich erst später mit der Stufe Bz A2 (2000 v. Chr. bis 1650 v. Chr.) durch. Mit der bereits mittelbronzezeitlichen Stufe Bz B (ab 1650 v. Chr.) werden die Gesellschaften der Frühbronzezeit dann von gänzlich anders strukturierten Kulturgruppen abgelöst, die sich vor allem in ihrer Bestattungsweise, aber auch im Hinblick auf die Deponierung von Bronzegegenständen (Hort- bzw. Depotfunde) deutlich von den frühbronzezeitlichen Verhältnissen unterscheiden.
Die bedeutendste Gruppe der Frühbronzezeit ist die Aunjetitzer Kultur. Sie findet sich sowohl in Mitteldeutschland, als auch in Böhmen, Mähren, Niederösterreich (nördlich der Donau), Südwestslowakei und Westpolen. Herausragende Funde der Aunjetitzer Kultur sind die als Fürstengräber bekannten Grabhügel von Leubingen und Helmsdorf und der Bornhöck bei Raßnitz. 
In Südengland entsteht mit der Wessex-Kultur ein weiteres Kulturzentrum.
Neben diesen Kulturen sind überregionale Kulturgruppen in der Frühen Bronzezeit nicht greifbar. Im Gegensatz hierzu gibt es viele Gruppen von regionaler oder lokaler Bedeutung, beispielsweise: 
- Arbon-Kultur um den Bodensee in der Nordschweiz und Süddeutschland
- Straubinger Kultur im bayrischen Voralpenland
- Singener Gruppe an Bodensee und Hochrhein
- Adlerberg-Gruppe am nördlichen Oberrheingraben

### Mittlere Bronzezeit

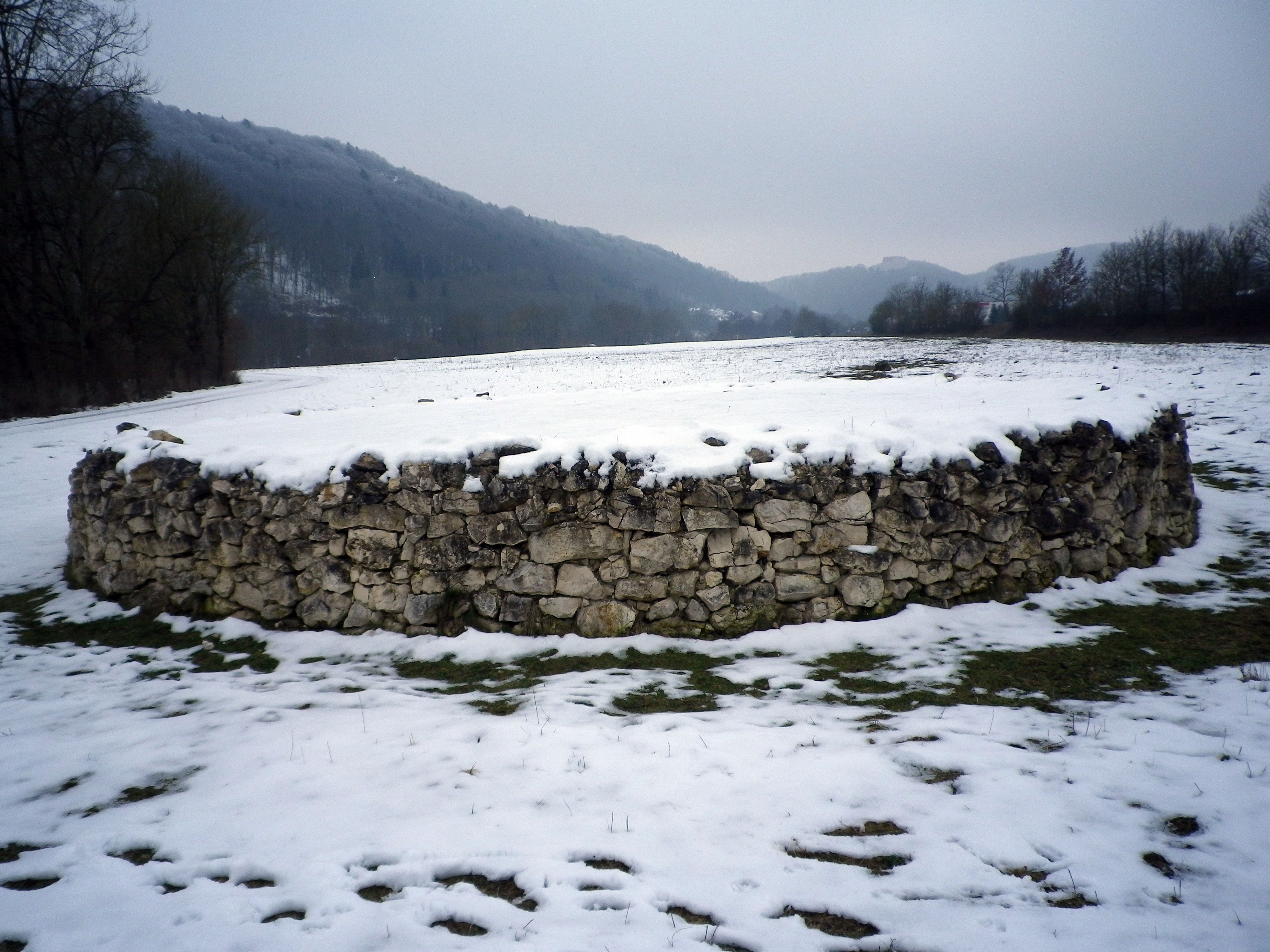
Opferplattform aus der mittleren Bronzezeit in Aicholding bei Riedenburg

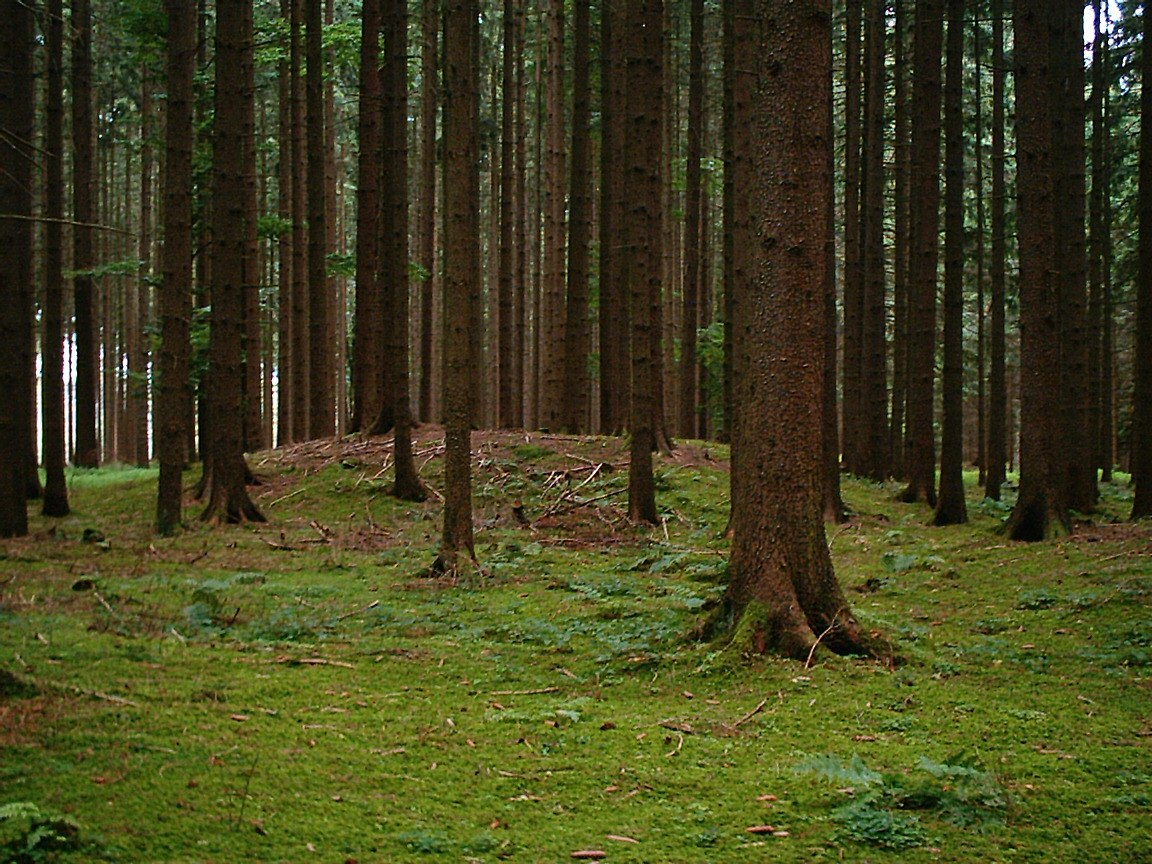
Grabhügel aus der mittleren Bronzezeit

In manchen Regionen setzte bereits im Verlauf der jüngeren Frühbronzezeit ein Wandel von der Bestattung in einfachen Flachgräbern zur Bestattung unter Grabhügeln ein. Allgemein durchsetzen konnte sich diese Bestattungsitte jedoch erst mit dem Beginn der Mittleren Bronzezeit.
Aus diesem Grund werden die zahlreichen Regionalgruppen dieser Zeit auch als Hügelgräberkulturen bezeichnet, welche sich von Ostfrankreich bis nach Ungarn erstreckten. 
Neben der Hügelgräberkultur im engeren Sinne, die vor allem in den Landschaften zwischen dem Nordrand der Alpen und den südlichen Teilen der Mittelgebirgszone verbreitet ist, bildet sich nun im Gebiet der früheren Aunjetitzer Kultur in Ostdeutschland und Polen die Lausitzer Kultur heraus. In Norddeutschland und im südlichen Skandinavien beginnen die Menschen der sogenannten Nordischen Bronzezeit etwa zur gleichen Zeit, ihre Toten mit mehr oder weniger reichen Beigaben unter Grabhügeln zu bestatten.

### Späte Bronzezeit / Jüngere Bronzezeit
Die Späte Bronzezeit weist dann wieder eine kulturelle Vereinheitlichung auf. Die Bestattungssitte der Urnengräber setzt sich durch, so dass diese Zeitepoche auch als Urnenfelderzeit bezeichnet wird. Diese Periode umfasst: Bz D (1300 v. Chr. bis 1200 v. Chr.), Ha A (1200 v. Chr. bis 1050/1020 v. Chr.) und Ha B1 (1050/1020 v. Chr. bis 950/920 v. Chr.) und Ha B2/3 (950/920 v. Chr. bis 800 v. Chr.)
Die Lausitzer Kultur in Mittel- und Ostdeutschland sowie Polen bestattet ihre Toten ebenfalls auf Urnenfeldern. Die Gruppe der sich anschließenden Frühen Eisenzeit wird als Billendorfer Kultur bezeichnet.

## Leben in der mitteleuropäischen Bronzezeit
Die mit der Bronzezeit entstandene sozialen Differenzierung lässt sich in Mitteleuropa insbesondere in den Bestattungsritualen erkennen (beispielsweise Fürstengrab von Leubingen). Für die Spätphase der Aunjetitzer Kultur kann schließlich eine deutliche Hierarchisierung der Gesellschaft festgestellt werden. Es wird davon ausgegangen, dass sich in der Frühbronzezeit ein Wandel einfacher „Häuptling“/Ältester-Strukturen hin zu einer vererbbaren Führungsposition vollzog. Diese herausragenden Persönlichkeiten kontrollierten die Ressourcen, Handels- und Kommunikationsnetzwerke.

### Ernährung
Die bronzezeitlichen Kulturen waren meist landwirtschaftlich geprägt. Ackerbau und Viehzucht wurzelten ja bereits in der vorangehenden Jungsteinzeit. Angebaut wurden wie in der Jungsteinzeit Emmer und Einkorn und daneben, besonders in Norddeutschland, Gerste. In Süddeutschland war der Anbau von Dinkel verbreitet. Belegt ist auch Hafer. In der jüngeren Bronzezeit begann man mit dem Anbau von Hirse. Hirse ist zwar kälteempfindlich, gedeiht aber auf sandigen Böden. Neu ist der Anbau der Saubohne. Ihre Verbreitung wird mit einem deutlichen Bevölkerungszuwachs während der jüngeren Bronzezeit in Verbindung gebracht. Mit pflanzlichen Produkten lassen sich wesentlich mehr Menschen ernähren als mit tierischen Produkten. Mit der Einführung der Bronzesichel stieg die Produktivität, man konnte schneller arbeiten als mit Sicheln aus Feuerstein. Bei neuzeitlichen Versuchen betrug die Steigerung 40 %. Während Weizen und Gerste zur Herstellung von Brot geeignet sind, ist Hirse ein Breigetreide. Für die späte Bronzezeit ist die Herstellung von Käse aus Kuhmilch belegt. 
Als Haustier kommt zu Beginn der Bronzezeit das Pferd hinzu. In der Agrartechnik wird (wie in der späten Jungsteinzeit) der von einem Rindergespann gezogene Pflug eingesetzt. Die Modernisierung der Gerätschaften und der Anbau neuer Sorten dürfte vor allem in der Spätbronzezeit steigende Erträge zur Folge gehabt haben.

### Familien
Am Übergang von der Kupfersteinzeit zur Frühen Bronzezeit wurden Familien nach dem patrilokalen Muster verbunden mit individueller weiblicher Mobilität gegründet. Die Mehrheit der Frauen kam aus der Fremde, während die Männer zumeist aus der Region stammten. Die Forscher vermuten, dass die individuelle Mobilität eine wesentliche Rolle für den Austausch von Kulturgütern und Ideen spielte, der in der Bronzezeit deutlich zunahm, was wiederum die Entwicklung neuer Technologien förderte. Studien hierzu entstanden anhand von Ausgrabungen im Lechtal, südlich von Augsburg.

### Siedlungswesen

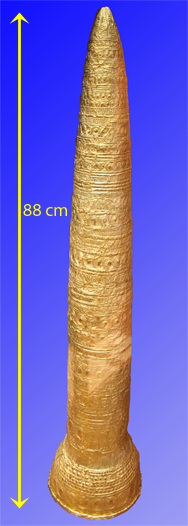
Goldhut von Ezelsdorf-Buch

Typisch für die Bronzezeit sind offene Niederlassungen unterschiedlicher Größe, welche vom Einzelgehöft bis zu regelrechten Dörfern mit bis zu 30 Häusern reichen. In der Regel wurden die Siedlungen von ca. 50–80 Personen bewohnt. Da die Großfamilie die Regel war, kann man pro Familie von durchschnittlich etwa 10 Personen ausgehen – so entspricht die Zahl der Personen also etwa 5–8 Familien. Daneben treten aber erstmals auch befestigte Siedlungen auf. Diese „Burgen“ bilden zumeist einen Siedlungsverbund mit den offenen Siedlungen. Man kann davon ausgehen, dass dies die Sitze der privilegierten Führer waren. Eine weitere Sonderentwicklung stellen die „Pfahlbauten“ dar, die vor allem im 16. und im 11.–9. Jahrhundert v. Chr. an den Seen des Alpenvorlands angelegt wurden.
In Mitteleuropa sind reine Steinhäuser unbekannt, jedoch sind einige Häuser bereits auf Steinfundamenten errichtet worden. Das Wohngebäude wird von Grubenhäusern begleitet. Am Ende der Bronzezeit kann in Südbayern ein neuer Siedlungstyp beobachtet werden: das befestigte Einzelgehöft, welches als Vorläufer der eisenzeitlichen Herrenhöfe angesehen wird.

### Metallverarbeitung
Die Bronzeherstellung führte zu einem deutlichen Anstieg der Kupfergewinnung, welche vor allem auf verbesserte Verhüttungstechniken zurückzuführen ist. Dies hatte eine effektivere Ausnutzung der Lagerstätten zur Folge. Im 2. Jahrtausend v. Chr. entwickelte sich im Ostalpenraum eine blühende Kupferindustrie, die ihren Höhepunkt in der Mittleren und Späten Bronzezeit erreichte. Die Jahresproduktion der Kupfermine Mitterberg (Salzburg) betrug in der Mittleren Bronzezeit beispielsweise ca. 10 Tonnen. Für deren Schmelze wurden je Tonne Metall etwa 300 bis 500 Kubikmeter Holzkohle, d. h. etwa 2 ha Wald, benötigt.
Aus der Frühzeit der Bronzeverarbeitung lässt sich eventuell im Zusammenhang mit dem Bergbau die Entstehung des Zwergenmythos erklären.
Am Ende des 3. Jahrtausends v. Chr. (botanische Datierungen auf 2021 und 2016 v. Chr.) ließen im Elbtal ansässige Eliten Jahr für Jahr in den Sommermonaten Zinngraupen an der Roten Weißeritz bei Schellerhau durchgraben. Die Arbeiter lebten in der Saison in einfachen Laubhütten, das Zinn wurde in die festen Siedlungen im Elbtal geschafft, welche dadurch prosperierten und zu Reichtum und Ansehen kamen. Das Erzgebirge entwickelte sich damals zu einem zentralen Lieferanten für ganz Europa. Zinn war für die Bronzeherstellung wesentlich. Die in Schellerhau vom Forschungsprojekt Archeo Montan entdeckten Spuren des Bergbaus sind die derzeit ältesten in Europa.

### Wagenbau und Handel
Wagen mit Scheibenrädern waren bereits eine Erfindung der Jungsteinzeit. Die bronzezeitlichen Wagenbauer Mitteleuropas entwickelten aber technische Neuerungen wie Lenkbarkeit, auswechselbare Radbuchsen und Speichenräder, die eine bessere Nutzung zuließen. Der Fernhandel entwickelte sich weiter, Schiffbau und Seefahrt mussten betrieben werden, um die Erze von ihren Gewinnungsstätten (Zypern (Kupfer) und Britannien (Zinn)) zu transportieren.
Dabei dienten Bronze-/Kupferbarren in bestimmten Gewichtseinheiten in dieser noch geldlosen Zeit sowohl als wertvolles Handelsgut als auch als Zahlungsmittel.

### Kleidung und Waffen
Zahlreiche Kleidungsstücke sind aus Nordeuropa bekannt, wo die Toten in Baumsärgen bestattet wurden. Die im Neolithikum noch aus Feuerstein hergestellten Dolche werden jetzt zunehmend aus Bronze angefertigt, was auch die Möglichkeit eröffnete, größere Schwerter anzufertigen.

### Kunst und Kultur
Eine Besonderheit der bronzezeitlichen Kulturentwicklung stellen die Goldhüte dar. Erhalten blieben nur die wahrscheinlich auf organischem und vergangenem Material aufgetragenen dünn ausgetriebenen Goldbleche. Nur vier erhaltene Exemplare (Berliner Goldhut, Goldener Hut von Schifferstadt, Goldblechkegel von Ezelsdorf-Buch und Goldblechkegel von Avanton) sind in Europa gefunden worden. Gedeutet werden die Goldhüte als Insignien eines Sonnenkultes, wahrscheinlich auch mit einer kalendarischen Funktion. Die erhaltenen Exemplare stammen aus der Zeit um 1.400–1.300 v. Chr. und um 1.000–800 v. Chr.